# Aramón

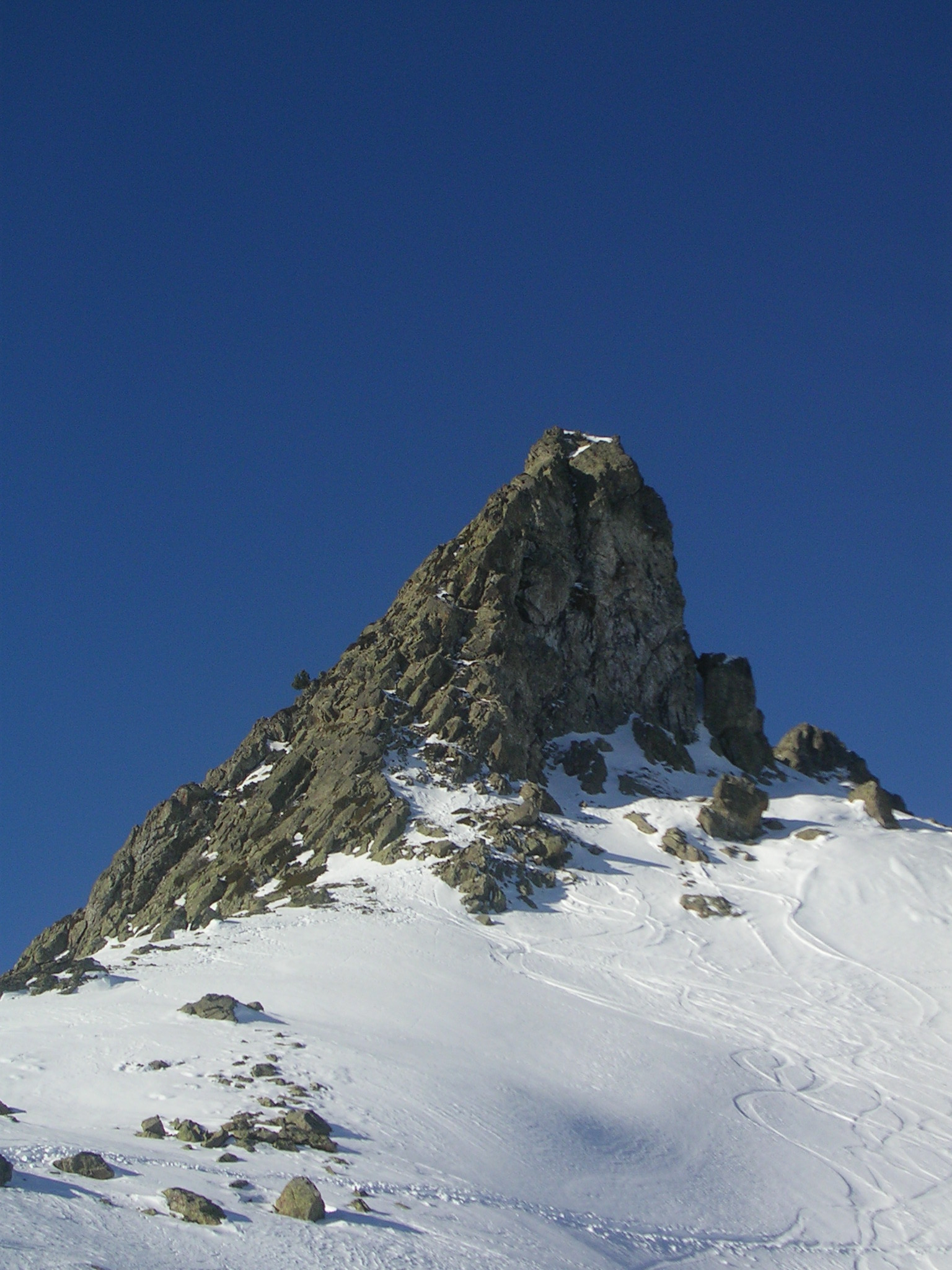
Pic situat a Aramón-Formigal

Aramón (és un acrònim de Montañas de Aragón) és una societat anònima participada pel Govern d'Aragó i Ibercaja, que es reparteixen a parts iguals una participació del 50%. Gestiona la majoria de les estacions d'esquí d'Aragó (Cerler, Panticosa, Formigal, Valdelinares i Javalambre). La voluntat de la societat anònima és desenvolupar la comunitat a través del turisme d'hivern i d'estiu, amb el màxim respecte mediambiental.
Aquesta empresa agrupa cinc de les set estacions de neu aragoneses, tres a Osca (Cerler, Formigal i Panticosa) i dues a Terol (Valdelinares i Javalambre), i les han millorat amb nous remuntadors i canons de neu artificial. Tot això ha fet que augmenti considerablement el nombre d'esquiadors, fins i tot a Terol han batut rècords.
A l'estiu es proposa usar les instal·lacions amb altres esports com la mountain bike, el barranquisme, rafting, pesca... A més, des de fa un any organitza les rutes d'Aramón Bike per diferents punts del Pirineu.

## Polèmica amb els ecologistes
La constitució d'aquesta societat anòmima va comptar des del principi amb l'oposició de col·lectius ecologistes, com Ecologistas en Acción, i altres personalitats del món universitari, com el geògraf de la Universitat Autònoma de Madrid Eduardo Martínez de Pisón o el geòleg Jerónimo López. Les crítiques se centren en el fet que promoure l'esquí com a única sortida econòmica per als pobles que pateixen despoblament a Aragó, suposa renunciar a formes de turisme més amables amb el paisatge i el medi. Concretament, hi ha hagut campanyes per Internet per protestar contra els danys al paisatge d'Espelunziecha, en l'ampliació de l'estació de Formigal.

## Estacions associades a Aramón

### Osca
- Cerler
- Formigal
- Panticosa

### Terol (Nieve de Teruel)
- Javalambre
- Valdelinares